# Fundación Asmoz
La Fundación Asmoz fue creada en el seno de Eusko Ikaskuntza-Sociedad de Estudios Vascos. Es una Fundación sin ánimo de lucro, dirigida por un Patronato.
Durante su trayectoria en estos diez años, se ha dedicado a gestionar cursos propios y ajenos de Universidades y otras Instituciones.

## Objetivo
El principal objetivo de la Fundación es ofrecer formación continua a través de las nuevas tecnologías. El equipo está constituido por Titulados Superiores y Técnicos con amplia experiencia en Docencia en línea.

## Metodología
Los cursos que se imparten en la Fundación tienen su propio método docente, de esta manera, cada curso es único en materia y en metodología.
Los cursos se diseñan entre la Fundación y la Dirección de cada curso, según las necesidades propias de cada uno de ellos.
La metodología utilizada, que tiene como base una plataforma informática, intenta ser lo más interactiva posible y siempre priorizando las necesidades del alumnado. Las lecciones consisten en una introducción redactada por el profesorado responsable más material adicional que se pone a disposición del alumnado con una periodicidad semanal o quincenal.
Como complemento al material didáctico el alumnado tendrá acceso mediante una clave personal a la página-web del curso en la que podrá, acceder al material didáctico, formular dudas al profesorado, compartir opiniones con el resto del alumnado del curso...
La evaluación del curso será continua y el alumnado deberá realizar los ejercicios de cada módulo y participar activamente en los foros planteados.

## Cursos
Los cursos que se imparten son de tipo en línea, semipresenciales y presenciales.

## Innovación
- ELGG
- MAMBO
- SCORM
- ATUTOR